# شروین یکم
شروین بزرگ پنجمین پادشاه باوندیان طبرستان و نیرومندترین ایشان بود که در هزارجریب ۲۵ سال فرمانروایی کرد.

## حکومت
شروین پس از پدرش سرخاب دوم ( سهراب دوم )، زمام حکومت را بدست گرفت.

## قیام
مهمترین رویداد در زمان حکومت وی قیام مردمی تبرستان بود. مردم مازندران و گیلان که از ظلم و جور اعراب مسلمان و سربازان خلیفه به ستوه درآمده بودند، نزد وندادهرمز که پادشاه سلسلهٔ کارنوندیان بود، رفتند و از او خواستند تا از عوام که قدرت مقابله با اعراب را ندارند محافظت کند و شرّ سربازان عباسی را از بلاد تبرستان دور کند. وندادهرمز (شاه قارنوندیان)، مسمغان (زرمهرشاهیان)، شهریار (پادوسبانیان) به همراه شروین یکم (باوندیان) پس از مشورت کردن با یکدیگر شروع به کشتار اعراب نمودند. این قیام ناگهانی به صورتی بود که تمامی مردم تبرستان از بزرگ تا کوچک اعراب را تحویل سربازان تبری می‌دادند.
بیشتر تاریخ‌نگاران دربارهٔ این قیام نوشته‌اند:
سراسر شهرها و روستاها و اماکن عمومی تبرستان خالی از نژاد عرب شد، چنان‌که زنانی که همسری عرب داشتند، محاسن همسرانشان گرفته و به نزد سربازان تبری می‌بردند تا آنان به دور مرد عرب جمع شوند و با ابزار مختلف او را بزنند. مقرات عباسیان که برای جمع خراج بود را به آتش کشیدند و حرامیان بسیاری را کشتند و عده‌ای نیز گریختند
شروین‌یکم پس از ۲۵ سال حکومت بر شرق تبرستان درگذشت.
| پیشین: سهراب دوم | اسپهبد باوندی | پسین: شهریار یکم |